# Kinda (commune)
Pour les articles homonymes, voir Kinda.
La commune de Kinda est une commune suédoise du comté d'Östergötland. Environ 10000 personnes y vivent (2020). Son siège se trouve à Kisa.

## Localités
- Björkfors
- Horn
- Hycklinge
- Kisa
- Rimforsa
- Valla och Gålby